# 臺灣與美國關係史

綠色為臺灣，橘色為美國

臺灣與美國關係史（台美關係史）是指台灣有信史以來，與美利堅合眾國在歷史上不同階段的關係。随着中華民國政府在1949年播遷台灣，此後的台美關係实际上與中華民國—美國關係重疊。

## 清治時期

### 開港通商前美國對臺灣的調查與往來
1840年代，美西拓荒者已經來到太平洋東岸的加州，建設太平洋航線也成為美國的當前要務，太平洋海域遼闊，確立煤炭補給地則成為航線成行與否的關鍵。1847年，美國海軍著手對臺灣的煤礦資源進行調查。而美國半島東洋汽船公司（The Peninsular and Oriental Steam Navigation Company）亦與臺灣方面簽訂7000噸煤炭的買賣契約，然而礙於清廷的反覆不一，最後僅獲取300噸的煤炭交易。:44該公司駐清外交委員亞歷山大（Alexander Hill Everett，1792-1847）為抗議清廷作為，乃向美國政府尋求奧援，並向美國國務院提出報告，強調如能獲取臺灣優質煤礦，則應積極與清廷交涉以獲取開採利權。:44
1852年3月，馬修·培理就任美國海軍東印度艦隊的司令官，被授予「日本開國」的指令（但是禁止開砲）。1852年11月，他帶著米勒德·菲爾莫爾總統的親筆信函從維吉尼亞州的諾福克港出航，橫渡大西洋，繞過非洲南部好望角，終於在1853年7月8日於浦賀（今神奈川縣橫須賀市）入港。佩里經過與日本江戶幕府的長時間折衝與等待，終於在1854年3月強迫幕府簽訂《日美和親條約》。1854年6月，培理派阿波特上校（Captain Joel Abbot）率二艦訪基隆。:6培理此行曾在台灣基隆停泊約十日間，登陸勘查基隆煤礦，測量基隆港的港灣地勢。佩里歸國途中在那霸停泊並與琉球締結《琉美修好條約》。返國後，培理提出報告，力陳台灣適合作為美國的遠東貿易中繼站，台灣有如圍繞佛羅里達半島和猶加敦半島、制御墨西哥灣的古巴，主張加以佔領。
1853年，美國政府派遣5艘船艦組成「北太平洋調查與探險遠征隊」（the North Pacific Surveying and Exploring Expedition），跟著洋流漂往海外，探索地球上鮮為人知的地域與海岸。6月，在林哥德中校（Cadwalader Ringgold）率領下，5艘艦艇離開美國維吉尼亞州的諾佛克港，透過實地調查檢視當時海圖是否正確。其後，美國海軍上尉哈伯善（Alexander Wylly Habersham，1826-1883）把這段巡航經驗撰寫成冊，1878年出版了《我的最後巡航》（My Last Cruise），內容提到了途經福爾摩沙島，並停泊雞籠港的經驗。:45-46
1856年，出任首任美國駐日公使的湯森·哈里斯亦著手調查鄰近的福爾摩沙島。:47他遞交一分報告書給美國國務卿威廉·L·馬西，強調臺灣氣候溫暖，盛產米、砂糖、硫磺、煤炭，亦適合栽種咖啡與養殖牲畜；此外該島臨近大清、日本，無論是基督教宣教活動，或是著眼於物流中心、貿易交易，都具有相當經濟價值，因此哈里斯認為美國應該領有該島:47。他主張美國應該向清廷購買台灣，來鞏固在亞洲的商業利益。
1854年到1857年間，美商貿易勢力已在打狗（今高雄）猴山（今壽山）一帶活動，樟腦、稻米、蔗糖以及豌豆皆為重要貿易品項。:51
1855年（清咸豐五年），基頓·奈伊與兄弟合組的「奈氏兄弟洋行」（Nye Brothers & Co.）與另兩家美商威廉士洋行（William，Anthon & Co.）、魯濱內洋行（W.M.Robinet & Co.）合作，以協防海賊維護治安為由，:51與臺灣兵備道裕鐸簽訂密約，取得獨占南臺灣貿易及使用打狗港（今高雄港）的特權。相對的，美商必須提供砲船，對抗海盜的侵犯。自此美國國旗在打狗海邊飄揚了年餘，嚇阻海盜。:5-6
1857年（清咸豐七年），美國駐華外交全權公使伯駕派遣海軍軍官西蒙斯（或譯「辛茲」，John Simmons）前往臺灣調查失事船員，在鳳山（一說打狗:6）升起美國國旗。:51一說達7月餘。:6
然而，美國國內黑奴問題日益嚴重，美國無力也無心於干預台灣事務，哈里斯的提案最終遭到否決。，美商陸續退出臺灣市場，而在1858年起由英商接手。:6

### 開港通商後美國在臺灣的活動
1858年（清咸豐八年），清國在第一次英法聯軍戰敗後與英國等國簽訂《天津條約》。在6月18日對美《天津條約》第十四款中，開放臺灣港（今安平港）。 
臺灣開港通商後，茶、糖、樟腦的出口均大幅成長，其中茶在1881年以前均為烏龍茶，1881年以後出現包種茶。烏龍茶銷往美國，包種茶銷往南洋各地。:123根據1882年-91年淡水海關報告書，臺灣茶90%輸往美國、7%輸往英國、3%往新加坡、馬來西亞一帶。:10

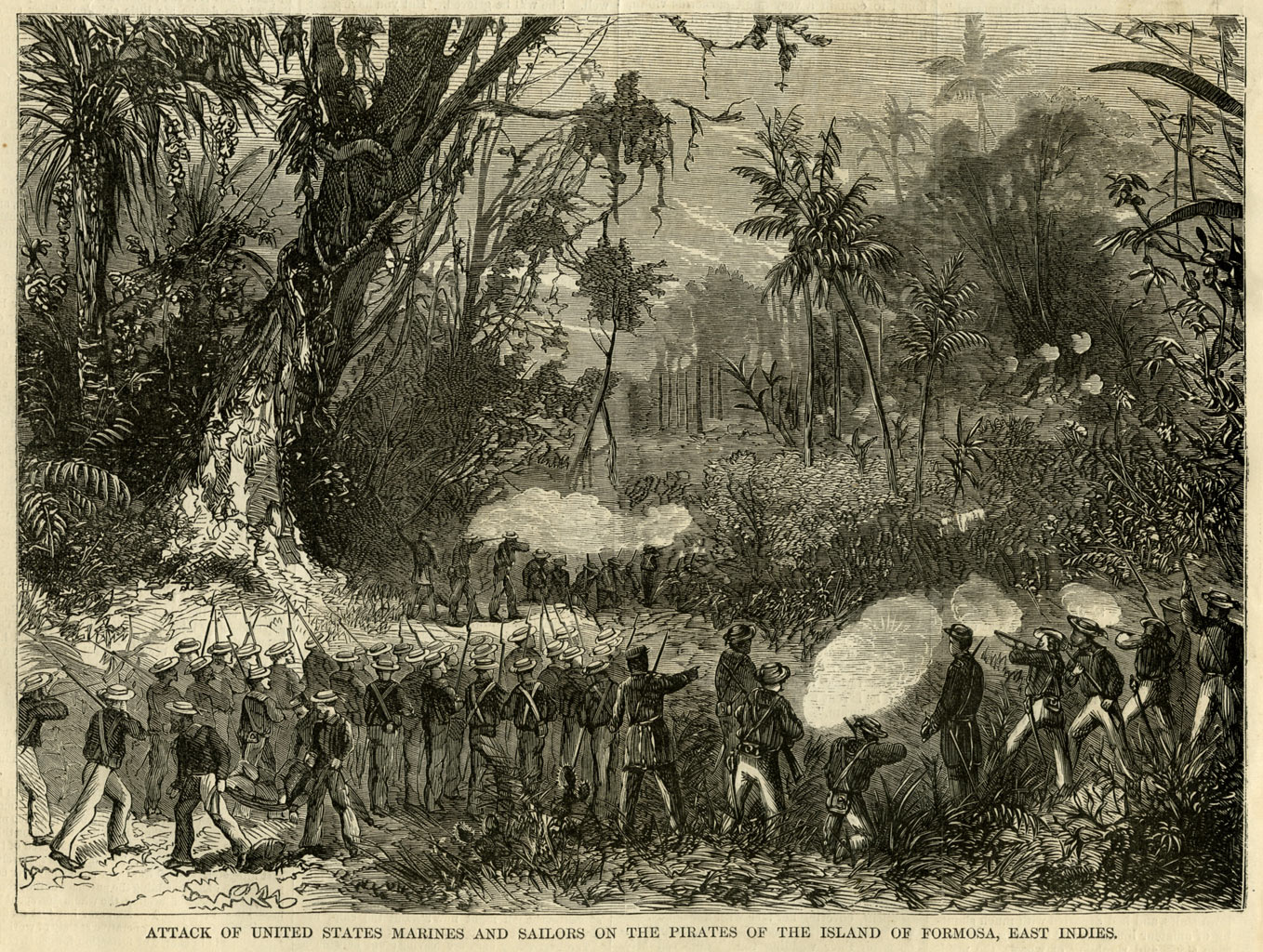
1867年美國福爾摩沙遠征。

1867年3月12日，美國商船羅發號在臺灣西側沿海觸礁沉沒，十三名船員上岸後被當地原住民排灣族視為侵略者而遭殺害，史稱「羅發號事件」。事件中唯一倖存的廣東籍水手逃至打狗（今高雄），向清廷官府報告。當時的美國駐廈門領事李仙得聞訊後趕赴台灣，試圖與原住民直接聯繫，結果被拒絕上岸。6月，美軍前往報復排灣族，雙方展開戰鬥，結果排灣族戰勝、美軍撤退，此次行動在美國史上稱為「福爾摩沙遠征」或「1867年臺灣遠征」。事後，美國政府態度轉趨強硬。清廷恐得罪美方，派兵500員南下，但中途受阻而無法前進。10月10日，由於清廷方面亦無法解決，李仙得自行偕同通事六人，與排灣族頭目卓杞篤直接交涉，雙方達成口頭協議，同意歸還船長亨利夫婦的首級及所劫物品，並答應不再殺害船難者。
1868年6月至1874年5月，李仙得曾委任知名茶商約翰·陶德擔任代理領事:34:10。
1869年2月，李仙得再度來臺確認先前雙方的口頭協議是否仍然有效，2月28日與卓杞篤再度會面。根據李仙得向美國政府的報告 , 會議中卓杞篤弟弟要求，請李仙得將雙方的協議以書面紀錄下來，將來遇海難向斯卡羅求救時必須遵守這個書面程序，以避免可能發生的誤會。李仙得說因未有條約的書面，此會議記錄顯得不正式又缺少效益，他還是記錄下來，希望將來各國船隻藉此瞭解並遵守此程序來尋求救助。
1871年八瑤灣事件發生後，李仙得在日軍出兵臺灣中也扮演重要角色，李仙得向日本政府提出「臺灣蕃地不屬中國」，支持日本政府行動。美國留日記者愛德華‧豪士則曾於牡丹社事件中，隨日軍出兵臺灣，著有《征臺紀事》一書。
此時期美國人來臺探險者有密西根大學博物學教授史蒂瑞（Joseph Beal Steere），他於1873年10月至1874年3月來臺調查半年之久，在英國駐打狗領事布洛克（TThomas Lowndes Bullock）、甘為霖牧師陪同下造訪日月潭的水社（邵族）、埔里的烏牛欄社、苗栗的內社（巴宰族）、臺南崗仔林及屏東萬金庄的西拉雅平埔族。:2-3:178-189曾發現並採集了藪鳥及廣葉星蕨（學名：Microsorum steerei），其中新種廣葉星蕨就是以他
命名。:178-181史蒂瑞並到過淡水、基隆、澎湖群島採集海貝、珊瑚、魚類。曾在崗仔林平埔族處取得29件《新港文書》。:84-89

## 日治時期
由于清國在甲午战争的失败，大清帝國签订马关条约将台湾和澎湖之主权割让给了当时积极向外扩展势力的大日本帝国。而曾任美國國務卿的福士達擔任李鴻章、李經方的法律顧問，負責協助執行割讓台灣事宜。
日清戰爭期間，美國記者達飛聲來臺灣採訪。1895年，他以戰地記者身份前往臺灣，先在臺北城內申請採訪許可，並獲臺灣巡撫唐景崧接見。不久，他成為少數目睹臺灣民主國成立典禮的外國人士之一。隨後，他先跟隨臺灣民主國軍隊前往前線，並因該軍遭日軍攻擊陷入潰散暴亂，回到臺北城。稍後，他目睹了臺灣民主國首領的潛逃，與臺北城內失望士兵破壞並搬空公家物資的行徑。當日軍全面控制臺灣後，達飛聲即在淡水開始經商貿易。1897年，他被美國總統格羅弗·克里夫蘭任命為美國在臺灣本島的領事代理；任職期間，他寫下了許多關於臺灣事務的專題著作。有感英文文獻中缺乏對臺灣本島歷史的完整論述，他耗費多年進行調查，參閱來自許多語言的資料，並在1903年發表《臺灣的過去與現在》（The Island of Formosa; Past and Present; History, People, Resources and commercial Prospects）(1903) 一書；該書在稍後成為研究臺灣歷史的重要文獻之一。

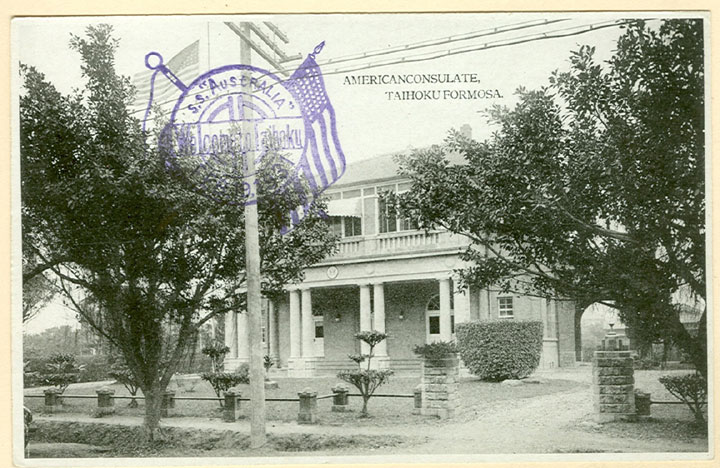
日治時期美國駐臺北領事館，現為臺北之家。

日治时期，1913年鑒於臺灣地位日漸重要，美國政府於臺灣的辦事處升格為「臺灣領事館」。除了將外交人員改為正領事外，也將領事館改駐台北大稻埕千秋街（今貴德街）華利洋行（Filed Hastus & Co.）內。1916年11月17日，美國駐台灣領事館改稱「駐台北領事館」，也將館址遷移至臺北市大正町二丁目（今台北長安東路）。
1925年，當時美國政府擬向臺灣總督府申購臺北市御成町敕使街道旁375坪土地以興建駐臺北領事館，不過遭臺灣總督府拒絕。於是美國政府改採租用方式，向該土地原所有人台灣土地建築株式會社承租，並同年開工。1926年10月8日，日治時代的美國駐臺北領事館正式落成啟用。1941年，太平洋戰爭開始，美國駐臺北領事館隨即關閉。
日治時期開始出現臺灣人前往歐美留學，1905年（明治三十八年）出現第一位留學美國者李延禧，就讀紐約大學商科。之後因為一次世界大戰爆發，臺灣人留美風潮曾沉寂了一陣子。唯期間仍有1915年（大正四年）赴美留學的周再賜，赴美進修神學。進入歐柏林學院取得神學學位，後成為同志社大學助教授。1929年（昭和四年），林茂生獲美國哥倫比亞大學教育學院哲學博士學位，成為臺灣人在美獲哲學博士第一人。據一項資料顯示，日治時期臺人留美者約60人，:112而在1941年調查的《臺灣歐美同學會名簿》及有關資料統計，臺灣人赴美國留學者有31人，為留學歐美者數量最多的國家。:112-113此時期臺灣人留美者有陳棋煌、陳炘（哥倫比亞大學經濟系）、顏春安（伊利諾大學化學碩士）、郭媽西（神學）、黃朝琴（伊利諾大學政治碩士）、廖溫魁（芝加哥大學哲學系）、廖溫義（俄亥俄州立大學化工博士）、劉振芳（奧本神學院神學）、蔡愛智（芝加哥大學神學院）、杜聰明（1925年赴美進修）、劉清風（印第安納州立大學醫學博士）、劉青黎（威斯康辛大學化學博士）、楊仲鯨（科羅拉多礦業學院礦冶）、李昆玉（屏東人，羅倫斯大學經濟科、哥倫比亞大學銀行科研究所碩士）等人。:112-113此外臺灣第一位女醫師蔡阿信也在1938年曾赴美國哈佛醫學院進修。
林獻堂在1927年至1928年的環球旅遊中，到過美國的紐約、華盛頓、波士頓、芝加高等都市。目睹美國在禁酒令實施期間，仍有大量美國人私下喝酒的情形。當他於紐約受林茂生招待時，林茂生問他是否喝酒。林獻堂表示在禁酒國飲酒不犯法嗎？林茂生就請侍役取威士記裝在茶瓶中喝酒。隔壁桌見狀即跟隨，相視而笑，「真所謂公然之秘密也。」:346
1932年洛杉磯奧運，臺灣人張星賢成為第一位參加奧運的臺灣人。他在預賽第一組第4名，未能晉級；400公尺則於預賽落選，原訂的1600公尺則未能上場。
此時期亦有美國人前往臺灣，著名的《被出賣的台灣》作者葛超智即在1937年至1940年住在臺灣，還遊全島各地。:43葛超智於臺北高等學校擔任英文教師，返國後以臺灣專家身分進入美國政府，1943年出任海軍少尉。據就讀臺北高校的川平朝清回憶，當時有傳言柯爾是美國間諜，在戰爭期間美國軍機到臺灣空襲時，炸彈從未掉到臺北高校，引起眾人確信。1946年川平朝清與柯爾再會，柯爾讓他坐上吉普車，一起拜訪在臺北高校教授德語的日籍教師石本岩根，柯爾與石本用日語親切交談，確認就讀臺北高校與臺北帝大的優秀臺籍學生消息，彷彿是把將來能支撐臺灣當地青年做成名單。:103-105

### 第二次世界大戰時期
1941年（昭和十六年）12月，日本對美宣戰並偷襲珍珠港，爆發太平洋戰爭。轟炸美國控制的菲律賓之攻擊機群即是從臺中、臺南和高雄的各個基地出發飛向呂宋。當戰爭在1941年12月8日爆發時，美國空軍軍官劉易斯·H·布里爾頓向其上司提出轟炸日本統治的台灣，由於這是日本的殖民地及可能之進攻出發地，但由於天氣不佳以及兵力嚴重不足被拒絕。
隨後日軍發動南方作戰，並進攻美國統治的菲律賓。菲律賓戰役中，亦有被派往菲律賓的臺籍日本兵。
戰爭末期，日軍節節敗退，身為大日本帝國的臺灣，也被以美国为首的盟军作为攻击目标之一。臺灣遭到澎湖空襲、新竹空襲、高雄大空襲、臺南大空襲及臺北大空襲。
而在美臺灣人方面，亦有在美臺人接受美國政府徵調服役，與美國軍隊並肩作戰。如蔡愛智及鍾啟明。蔡愛智任職於美國海軍部，二戰期間曾任美國陸軍部軍事情報局東洋研究室顧問。戰後美國「接管」日本時期，蔡愛智被派往日本參加戰勢特別調查團，隨之轉來臺灣擔任聯合國善後救濟總署臺灣分署辦事處特派員；:239鍾啟明出身苗栗的基督教家庭。後遷居淡水，為鍾謙順堂大哥。1931年自日本京都同志社大學畢業，隔年赴美留學，在戰時受到美軍徵召。鍾啟明於美國海軍服務，任中尉。日本投降後，調職至東京麥克阿瑟盟軍司令部的情報部任主任。:70展現其英、日雙語之能力，獲得美軍的重用。退役後，鍾啟明在東京從商，直到1958年病逝。
此外亦有西螺人王振明(Mr. James D. King，1925年16歲時到芝加哥讀高中，用假名假身份來美，改名為「James D. King」。後進入喬治華盛頓大學醫學院就讀。1934年取得學位。)在戰爭爆發後，於1942年志願從軍，擔任軍醫。在二戰後期被派到印緬戰區。

## 戰後時期

### 1945年到1950年

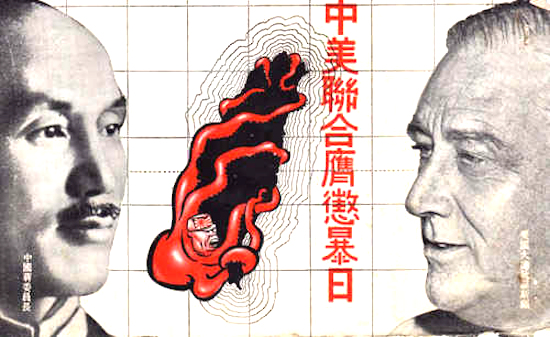
抗戰期間印有蔣中正、小羅斯福肖像的「中美聯合膺懲暴日」宣傳海報。在海報中，日本軍被描繪為盤據著台灣島的章魚。

在二戰期間，1943年11月，美國總統小羅斯福、英國首相邱吉爾和中國蔣中正委員長在埃及首都開羅舉行會議後，於12月發表《開羅宣言》：「日本竊自中國的所有領土，包括滿洲、福爾摩沙和澎湖，都應交還給中華民國」。戰後，國民政府於1945年10月依據麥帥《一般命令第一號》接管臺灣。依據國際法慣例，戰勝國與日本簽訂正式和約之前，臺灣在法律上仍可視為敵國領土的一部分，國民政府只是受盟國委託代為管理，對臺灣並無「主權」。:41
國府在臺灣的統治一開始並不順利，臺灣人累積的不滿到1947年爆發成二二八事件，國府軍的殘酷鎮壓，讓臺灣人對祖國的幻想破滅，許多人開始主張臺灣應脫離中國獨立。對國府的不滿心態，也讓美國有介入的可能性。:41-42
1948年間國府軍在國共內戰中急速惡化，華府高層也開始進行對臺政策的檢討。1948年11月初，國務院要求軍方評估：萬一臺灣落入由蘇聯所掌握的中共手中，對美國安全戰略會有什麼影響？參謀長聯席會議的第一份評估報告，即編號NSC37的國家安全會議文件指出，如果「能藉由運用適當的外交與經濟措施，以確保臺灣行政當局對美國友好，不讓臺灣落入共產黨手中」，對美國家安全將最為有利。顯示軍方並不認為臺灣戰略價值那麼高，值得美國復出尤其是動用武力去保住它。但各單位隨即認知到，聯席會提議的「外交與經濟措施」恐怕難以達成保臺目標；不過在1949年一整年內，國務院還是堅持只使用「外交與經濟措施」協助保臺的原則。:42由於認知到外交與經濟措施可能不足以阻止共產黨控制臺灣，在參謀首長聯席會議評估後一個月，軍方又提議以「有限度的軍事活動」來確保美國能繼續控制臺灣。海軍建議在美國承認中共政權、國府不復存在後，應指示駐日的盟軍最高統帥（即麥克阿瑟將軍）以前日本屬地行政長官的身分，填補臺灣的政治真空。:42-43聯席會則建議派一些軍艦進駐臺灣的港口「展現實力」，加強先前已獲核准的外交與經濟措施的作用。但遭到國務卿艾奇遜的反對，認為必須小心遮掩分離臺灣的意向，以免共產陣營大肆宣傳美國反對民族統一的原則，破壞美國與中國新政權的關係。:42-43艾奇遜的主張最後占了上風，1949年3月1日，杜魯門總統批准國安會NSC37/5號文件，明言美國將排除軍事手段，只以「外交與經濟措施」防止臺灣陷入共黨手中。:43政策的用意是希望透過提供有限的經濟援助，鼓舞當時控制臺灣的陳誠切斷與大陸的關係。:43
1949年2月底，美國國務院派遣駐華大使館參事莫成德從南京前往臺北，考察當時臺灣何方勢力處於領導地位，是否有效治臺，:118-119並試探臺灣脫離中國的可能性。:44莫成德奉命與當時的臺灣省主席陳誠接洽，提出美國經濟援臺的先決條件，要求陳誠保證讓臺灣人民安居樂業、鼓勵他們積極參政，並攔阻大陸難民湧入臺灣。此外，莫成德還要與可能擔起領導責任的臺籍菁英接洽，因為在未來「利用臺灣自治運動，可能會合乎美國利益」。:44
然而莫成德在實際接觸後，對陳誠評價不高，認為他沒有能力主持一個可以有效達成美方政策目標的政府，故建議國務院設法促成留美的孫立人將軍接替陳誠的職位。:44而莫成德和臺灣獨立運動領袖的接觸，也一樣令他失望，他在訪臺期間和「臺灣再解放聯盟」與其他臺獨組織接觸後的感受和評估，澆熄了國務院利用臺獨運動的熱情。他報告說：「我的印象是，臺獨團體目前並不團結，在政治上相當無知，組織也不完美，大體而言不太值得信賴。」在他看來，就算許多本省人對國府統治抱怨頗多，不滿之處也有不斷上升的趨勢，但能有效運作的臺籍獨立運動領導和組織，在當時並不存在。:45
1949年，美國以外交與經濟手段保衛台灣的結果均告失敗，認為台灣終將落入中共之手，在國務院掌握決策優勢下，美國為擺脫介入國共內戰失敗的責任，決定從中脫身。從8月開始，國務院顧問即已建議美國應早早從中國內戰撤出，不要提供任何援助給在臺灣的國府。中央情報局在10月作出評估，認為美國除非以軍事占領並控制臺灣，該島可能在1950年底淪陷。當廣州與重慶的國府守軍快速投降，代總統李宗仁和蔣介石委員長相繼逃出大陸，更增加中情局評估能量。:578月，美國國務卿艾奇遜主導撰寫出版有關遠東政策之《中美關係白皮書》，嚴詞批判蔣中正，表示中華民國在國共內戰的失敗，是國民政府本身的領導問題，與美國無關。11月，國民政府的局勢每下愈況，廣州已告失陷。此時，美國對華政策，幾乎劃下休止符，兩國外交關係陷入谷底。12月，中華民國政府因在中國大陸國共內戰中失利，遷往臺灣。
基於政治考量，杜魯門在國安會做出決定之前一週，就否決軍方提出的援臺方案。儘管國防部長詹森強烈反對，艾奇遜仍說服杜魯門，於1950年1月5日，發表對臺灣未來將「袖手旁觀」的政策說明。:62

### 韓戰爆發到美援來臺
美國對中華民國放棄後，一度對中華人民共和國感到興趣，意圖寄望毛澤東能「狄托化」，希望中共領導人會遵循南斯拉夫共黨領袖狄托的中立戰略，與蘇聯產生分裂，成為美國可拉攏來制衡蘇聯的籌碼。然而隨著毛澤東宣布「一邊倒」傾蘇政策、1950年2月和史達林簽署為期三十年的《中苏友好同盟互助条约》，加上韓戰的爆發，美國重新審視與中華民國政府關係。
1950年初，中共接連進犯舟山群島與海南島。似乎預告臺灣情形更加危險。就連美國國務院的溫和派，也認為該對中共採取更激進的政策。:72-73
1950年6月25日，北韓軍隊大舉侵入南韓，韓戰爆發:65:84。6月27日，美國總統杜魯門發表聲明指出，北韓攻擊顯示，共黨「將以武裝侵略與戰爭的方式，來征服獨立國家」，若共黨在此情況下占領臺灣，將直接威脅太平洋地區與當地美軍安全，因此「已下令第七艦隊，防止對臺灣的任何攻擊。為配合此行動，我要求臺灣的中國政府停止對大陸的海空行動。第七艦隊將確定此令的執行。臺灣未來地位的決定，必須等待太平洋地區安全恢復、對日和約的簽訂，或聯合國的考量」:65:84。原先發表《對華白皮書》、放棄中華民國政府的美國政府重新支援在臺灣的中華民國政府。台灣某要人私下語人，謂韓戰是「國民黨的西安事變」，意思是「西安事變救了共產黨，韓戰救了國民黨」:770。1952年美國總統選舉，艾森豪當選總統。艾森豪在當選總統後前往韓國視察，認為只有強大壓力才能逼共黨退縮。1953年2月2日，美國總統艾森豪解除臺海中立化命令，雖然被指是要「放蔣出籠」，然而兩個月內中共就表示願意恢復停戰談判:207-208。

美援在臺灣的通用標誌之一

1950年12月20日，台灣省政府與美國經濟合作總署中國分署（Economic Cooperation Administration, Mission to China）簽訂「肥料供應合約」。
同時大量美援也運來臺灣，據政府統計，1951年及1952年臺灣分別獲得0.977億及0.810億美元，幾乎全屬防衛支援物資。接著，美國基於全球戰略考慮，繼續給予臺灣經濟及軍事支援。到1965年春宣布終止對臺灣的援助，計畫援款直到1968年始完全停止。總計自1951年至1968年間，實際援助及貸款物資為14.82億美元。其中，1951年至1960年為10.28億美元，平均每年獲得一億美元，約合每人每年10美元。美元占同一期間進口的47.9%，相當於每年國民生產毛額的5%-10%。另據加州大學教授賈柯貝（Nail H.Jacoby）之估計，十五年間，美援中之資本援助占臺灣資本形成毛額之34%，且在外貿上，每年彌補財貨與勞務入超額約91%。在臺灣風雨飄搖之際，美援之到來堪稱是及時雨甚或救命丹:284-285。美援基金亦運用在臺灣基本設施的投資及維修，如重建戰爭期間受損的基本設施，1960年代亦支持完成了集灌溉、發電、防洪、給水等多功能的石門水庫計畫。當時運用技術合作方案選派人員赴美進修達二千人次以上:285。
美國對臺灣的支援也呈現在外銷市場上。1950年代初期，臺灣最大的出口市場仍是日本，日本當時是臺灣最主要農產品外銷市場。在1952年時日本占臺灣出口總額達52.6%。隨著臺灣工業發展，美國市場相對開放，對紡織、電子及鞋類進口需求甚大。臺灣對美出口乃急速增加。1967年美國超越日本成為臺灣第一出口市場，該年臺灣對美國出口占出口總值26.6%。其後，對美出口繼續上升，1972年時已達41.9%。:291
除美援外，美臺關係的轉變亦出現在駐臺美軍上。1951年2月，美國國務院顧問杜勒斯，於東京訪台駐日代表團長何世禮，交換對日和約意見:67。台美以換文方式成立「聯防互助協定」:67。4月，美國國防部宣佈派遣軍事顧問團到台，蔡斯少將為團長:67。5月1日，美軍顧問團成立。1952年5月，蔣接見美國太平洋司令雷德福上將，雷氏首次訪台，時美國已經將台灣、菲律賓之協防，劃歸其太平洋總部:68。1953年6月，美援第一批噴射機抵達台灣:74。1954年1月，蔣應美國第七艦隊司令蒲賴德邀請，登「黃鋒」號旗艦參觀軍事演集:76。
1952年，美國經濟合作總署招募臺灣青年前往美國進修，最後有三十六名臺灣青年獲選取赴美。此期赴美的臺灣青年回臺後，發揮了重要影響力。如報考農業經濟部門的李登輝、工程部門錄取的高玉樹、水產部門的楊基銓、公共衛生部門錄取的許子秋等人，:21皆成為臺灣史重要人物。
1953年韓戰停火，中共得以從韓國戰場脫身，在韓國受挫的中共，再度把目光放到臺灣之上，當時美國正積極倡議東南亞公約組織，中共試圖破壞阻撓，於1954年8月喊出「解放台灣」，金門戰火再臨，1954年9月3日，解放軍突然大規模砲擊金門，雙方砲兵隔海互相激烈交火，使得9月8日東南亞公約組織條約排除了台灣，美國於1954年12月與在臺灣的中華民國政府簽署共同防禦條約作為補救。1954年，美國與在臺灣的中華民國政府簽署《中美共同防禦條約》。12月3日，《中美共同防禦條約》在華盛頓正式簽字:79。出席簽定者為中華民國外交部長葉公超與美國國務卿杜勒斯。1955年1月1日，美國太平洋司令部在台北成立美軍協防司令部，此時在台美軍5千餘人，隨行眷屬約4千人，皆享有外交豁免權。
1957年5月，爆發美國駐中華民國大使館遭攻擊的「五二四暴動事件」，起因於該年3月駐臺美軍上士雷諾槍殺中華民國革命實踐研究院少校學員劉自然，5月演變成大規模的群眾反美暴動事件。對此在日本的臺灣共和國臨時政府大統領廖文毅針對五二四事件表示此事係為國府特務的陰謀，與臺灣人無關係。
1960年6月，美國總統艾森豪訪問臺灣。也是至今唯一一位任內訪臺的現任美國總統。

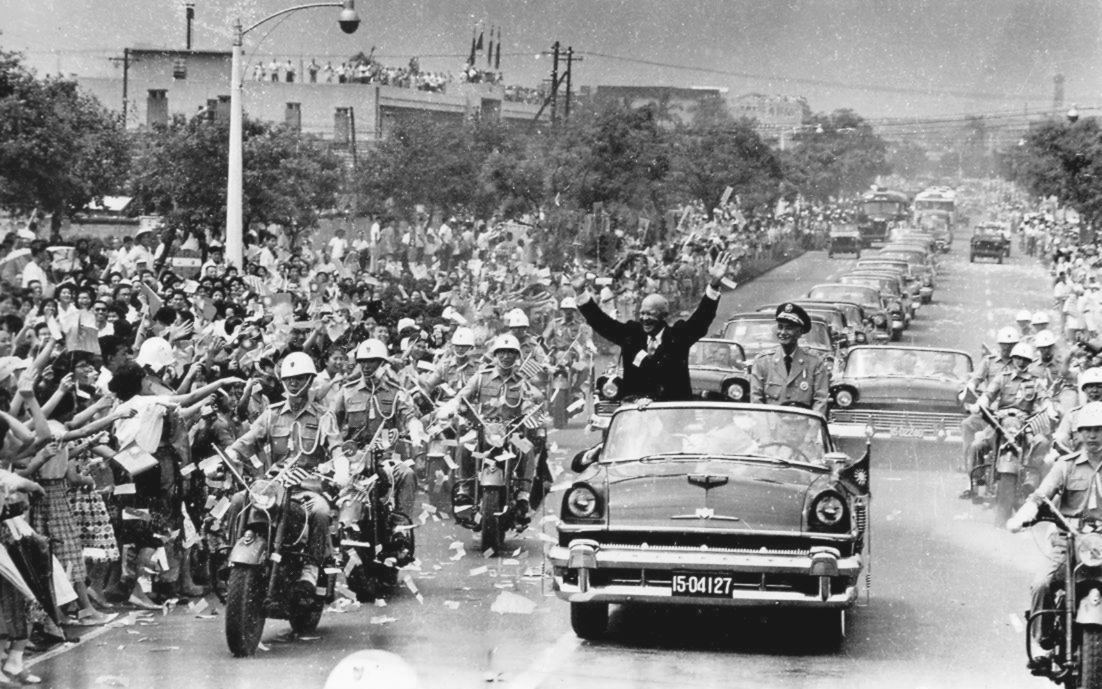
美國總統艾森豪於1960年6月18日訪問中華民國時與中華民國總統蔣中正搭敞篷車前往圓山行館途中接受熱情群眾夾道歡迎。蔣總統夫婦親至松山機場迎接，艾森豪總統並於傍晚在總統府前廣場對50萬群眾發表演說。兩國總統發表聯合公報，穩固邦誼，譴責中国人民解放军對金門隔日砲擊之惡行，也依《中美共同防禦條約》「共同抵禦中共在本地區之挑釁」。艾森豪與蔣中正在第二次世界大戰中分別擔任歐洲戰區與中國戰區的盟軍統帥。

1962年3月14日，美國國務院主管遠東事務助理國務卿威廉·埃夫里爾·哈里曼訪臺，勸阻蔣中正反攻大陸，3月15日離臺。
美國與在臺的蔣政權友好，也曾對臺灣民主運動有一定程度的幫助。如1954年第二屆民選臺北市長選舉中，由曾經留美的無黨籍高玉樹對上國民黨提名的王民寧。當時國民黨特務針對高玉樹放出謠言，說「高玉樹是美國中情局間諜」，意圖藉由「忠黨愛國」的選民對高玉樹產生厭惡:54-55。料此舉反而對王民寧幫倒忙，由於受過國民黨統治後，臺灣人開始希望美國能壓迫國民黨政府從事政治改革。如今聽說高玉樹是中情局情報員，反而對高玉樹存有希望與幻想，出現希望他能在美國「支持」下當選的心態:55。然而開票當晚在高玉樹領先下，廣播電臺甚至未明確宣布當選人，僅謂「高某得多票數，仍在統計中」。直到美國國務院發電報祝賀高玉樹當選下，最後蔣介石裁定選舉有效，才確定高玉樹的當選。據康寧祥的回憶，當時向美國國務院要求發電祝賀高玉樹當選即為美軍顧問團團長蔡斯將軍。日後蔡斯向康寧祥表示開票當晚，他一直在美國大使館注意開票情況，當時離大使館不遠的高玉樹競選總部已聚集幾千名支持者，然而票開到十點多票就不開了，「根據他們掌握的開票情況，高玉樹應該已經當選，但顯然有人不願意看見他當選」，於是他派人到北門對面的郵政總局打電報向國務院報告，要求國務院發賀電，最後確立高氏的當選:89。日後康寧祥為此曾向高玉樹求證，獲得高玉樹證實，認為開票當晚因為有蔡斯的電報，才使蔣介石裁示「選舉有效」，得以當選:89。然而高玉樹亦曾對陳益勝等黨外人士說過：「你們不要太天真，不要以為國民黨討厭我們，美國人就會支持我們，美國人是要一個人（蔣介石）好好統治台灣，這個人每天打死一百人，美國人都不管你，連叫都不會叫一句。」這段話陳益勝說他特別記到日記上:91。

### 尼克森訪華到中華民國與美斷交
第一次台灣海峽危機後，美國仍試圖拉攏中華人民共和國。1955年8月美中在日內瓦進行首次大使及談判，但是10月開始談判臺灣問題時，雙方出現歧見，美國要求中共放棄對臺灣使用武力，中共卻堅持不放棄武力解放臺灣，雙方談判觸礁，美國再度轉向較支持台灣，1957年3月宣布對中三原則，繼續承認在臺灣的蔣政權，不承認中共，4月宣布繼續對中共禁運，9月在聯合國反對討論中國代表權問題，終於到12月，美國與中共中斷談判。
隨著中蘇交惡、美國走向「聯中制蘇」政策，美國與在臺灣的中華民國政府關係也出現變化。1971年，中華民國退出聯合國，外交開始孤立。
1970年4月18日，中華民國政府行政院副院長蔣經國訪問美國，4月24日在紐約遭臺獨人士狙擊，即「四二四刺蔣案」。兩名刺客分別是在康乃爾大學攻讀博士的黃文雄以及其妹夫鄭自才，詢問之後，隨即被法院以「謀殺未遂」（attempted murder）和「共謀」（conspiracy）罪嫌起訴。槍枝則經聯邦調查局根據號碼得知是台独联盟「島工幹部」陳榮成提供。:200「四二四刺蔣案」經傳媒戲劇性地廣泛報導，至少使臺獨議題被搬上檯面，也形成國民黨政府最不願見到的情勢。:201
1971年7月，美國總統尼克森的總統國家安全事務助理季辛吉在訪問巴基斯坦的途中秘密訪問了北京，為尼克森的訪華做了鋪墊。
1972年2月，美國總統尼克森訪問中華人民共和國，會見中國總理周恩來、中國共產黨中央委員會主席毛澤東。雙方發表《上海公報》。從此美國雖仍與在臺的中華民國仍保有邦交，但與中華人民共和國卻逐漸升溫。
1976年美國總統選舉，吉米·卡特當選美國總統。1978年12月，美國宣布自1979年1月將與在臺灣的中華民國政府斷交。當時美國特使克里斯托福的座車在臺北市街上還遭到群眾以雞蛋攻擊。然而美國國會也在同時通過了《臺灣關係法》，要求維持台海和平穩定，維持臺海現狀，維持美臺商業及文化關係、保障人權與臺灣安全。追溯至1979年1月1日生效。
1979年1月16日，美國國務院依據《臺灣關係法》及哥倫比亞特區法律所設置的民間非官方組織美國在臺協會，逐漸成為實質美國駐臺機關。

### 在美臺人的活動與臺美關係

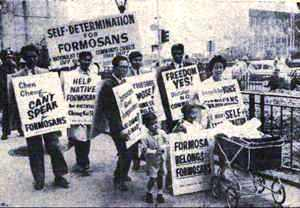
1961年8月3日陳誠至紐約聯合國大會發表演說。UFI發動抗議示威。要求福爾摩沙自決。左一為陳以德。左三劉寬平。

1954年，在臺灣的中華民國政府公布《國外留學規程》，規定留學及格者才可出國留學。1962年，放寬規定，增列通過資格審查者得免試出國留學。此外自1960年代起每年舉辦公費留學考試。1950年至1961年，每年平均約500人；1962年至1975年，每年平均2400人。當時留學生以前往美國者最多，約占90%。而1980年以前學成返國者只占十分之一，1980年代返國者才增至四分之一。到1990年代後返國者才迅速增加。:285
隨著二戰後旅外臺灣人由日本轉為美國為大宗，海外臺獨運動組織也從日本轉往美國。美國的臺獨運動發軔於1956年1月1日五名臺灣留學生林榮勳、陳以德、盧主義（筆名李天福）、楊東傑、林錫湖在費城秘密結社組成的「臺灣人的自由臺灣」（Formosans' Free Formosa，簡稱三F），其目標宣稱要建立獨立、民主的臺灣共和國，反對所有外來的獨裁政權。:178三F與日本臺獨組織亦有密切接觸，三F負責人之一的盧主義主動於1956年致函於東京的廖文毅，表達願協助「臺灣民主獨立黨」向聯合國的交涉事宜。:178此外亦招募成員、編寫與寄送台獨宣傳文章和募款工作，後來更進而展開拜會美國國會議員的遊說工作。然而由於1950年代臺灣留美學生不多，又分散全美各地，故實際上三F影響力相當有限。:1781957年由於國民政府透過「中國遊說團」，要求美國國務院調查3F與共產黨的關係，以及3F因與日本廖文毅「台灣共和國臨時政府」的連繫，可能觸犯美國的「外國政府代理人登記法案」之麻煩。美國司法部要求三F須向司法部登記，引起沒有居留權的三F成員面臨身分曝光的危機，最後不得不於1957年底宣布解散以求自保。:178-179三F解散後不久，於1958年改組為「臺灣獨立聯盟」（United Formosans for Independence，簡稱UFI），選出盧主義為主席。1961年2月28日，透過記者會方式，正式公開美國臺獨的活動。:179
1965年廖文毅返臺投降國民黨政府後，日、美臺獨運動者於1965年10月在威斯康辛大學召開「麥迪遜結盟大會」，由UFI主席陳以德、日本台灣青年社金滿里（金美齡之妹）、臺灣共和國臨時政府外交部的周明安，以及田弘茂等人出席，呼籲北美洲臺灣人團結，力勸當時陷入分裂的日本臺獨組織攜手合作，促成全球臺獨的大團結。:180
1966年6月，UFI主辦「費城會議」，希望能先整合全美的臺獨團體，邀請全美九個地區的臺獨代表，決議成立「全美臺灣獨立聯盟」（The United Formosans in America for Independence，簡稱UFAI），陳以德出任首任主席。:180UFAI成立後，便利用流傳海外的彭明敏之〈臺灣人民自救運動宣言〉作臺獨宣傳，陳以德將其翻為英文透過募款把這篇文章刊登於1966年11月20日的《紐約時報》上，擴大臺獨的國際宣傳。:180-181此外，UFAI鑒於組織成員分網美國東西兩岸的不便，積極鼓勵盟員集中到紐約地區，已收集中臺獨力量之效。張燦鍙、王秋森、賴文雄、蔡同榮等幾個重要幹部，都從1968年秋天起一年內相繼搬到紐約市。UFAI高舉「自由長征」（Freedom Trail）旗幟，對全美臺灣人的城市和校區展開地毯式橫掃，從而建立起UFAI盟員的基本聯絡網。張燦鍙、陳榮成負責西線，由洛杉磯向舊金山挺進；東線則以羅福全為主，從美國臺獨源頭費城出發，縱走東岸各大城市。透過深入美國各地臺灣人聚居的地方，直接面對面地接觸與溝通，達成UFAI組織網的建立與臺獨人脈的扎根。:181
1969年7月，蔡同榮出任UFAI第三任主席，另增兩位副主席張燦鍙及陳隆志。蔡同榮早在出任UFAI海外聯絡工作負責人時，就致力於統合美國之外的臺獨力量。1969年9月，蔡同榮召集日本「臺灣獨立青年聯盟」、歐洲臺灣獨立聯盟、加拿大人權委員會幹部至紐約開會，決議成立世界性的「臺灣獨立聯盟」（簡稱台独联盟），各地原臺獨團體一律改稱為台独联盟各地本部，且各部自行推選聯盟中央委員，再由中央委員選舉聯盟總本部負責人，正式達成海外臺獨之統合。:181-1821970年1月1日，正式對外公布台独联盟的成立。:1821970年代後，臺獨運動的革命路線、政治救援、人權號召，以及國會運作與國際外交等工作，皆逐漸從日本東京轉往以美國紐約為主要的開展中心。
1970年9月，在國府阻撓下，逃離臺灣的彭明敏來到美國。1971年彭明敏成立Formosan Studies（臺灣問題研究會），並決定於9月18日在紐約舉行「台灣民眾大會」。當時國府外交部要求駐紐約總領事「密洽當地工作小組商討對策發動愛國僑胞遏阻，並設法取得全部出席人員名單」，然而據統計出席大會者高達一千餘人，名單的事只能不了了之。:196
美國對中華民國斷交、與中共建交後，臺灣的美國移民配額，被包括在中國的配額內。1979年的美麗島事件更刺激了旅美知識份子的良知，喚醒他們從是草根外交活動的必要性，在旅美臺灣人的努力、經由眾議員索拉茲、參議員泰德·甘迺迪等人相助下，美國國會在1982年10月通過二項與臺灣有關法案：一為索拉茲提出447號修正案，規定銷售軍火武器必先查明該國確無在美從事非法特務監視活動，（防止類似陳文成事件發生）；另一則為S1935決議案支持臺灣移民額，規定每年分配給臺灣兩萬移民配額。從1982年1月1日以後，臺灣與中國各享兩萬移民配額。:4總統雷根在1981年聖誕節過後正式簽署，完成該立案立法手續。

## 臺灣關係法時期
1980年美國總統選舉，由立場較反共、親中華民國的共和黨參選人隆納·雷根當選美國總統。雷根在選舉時曾揚言與中華民國恢復邦交。雖然雷根任內與中華人民共和國發表《八一七公報》，要求逐漸減少美國對台軍售。然而雷根也在1982年8月17日美國與中國發表「八一七公報」前，透過時任美國在台協會處長李潔明向時任總統蔣經國提出六項保證。李潔明曾回憶雷根對於《八一七公報》做了一份聲明作為解釋，取代公報作為對臺軍售的原則，經由國務卿舒茲和國防部長溫柏格簽名後擺入國家安全會議的保險箱中。日後每當對台軍售問題出來，這份備忘錄就會由保險箱中取出，作為雷根對簽署《八一七公報》的真意:229-230；根據2019年8月30日雷根備忘錄的解密顯示，此備忘錄乃依循著《台灣關係法》的精神，指出美國同意減少對台軍售的意願全然以中國持續其和平解決台灣與中共分歧的承諾為先決條件，「眾人應清楚理解，上述二者之關聯性，是美國外交政策中一項恆久的必須之要求」，並提到美國對台提供武器之性能與數量完全視中華人民共和國所構成之威脅而定，無論就數量和性能而言台灣相對於中華人民共和國的防衛能力皆應得到維持。
1982年2月13、14日，一群關心臺灣前途的旅美臺灣人社團代表在洛杉磯集會，決議在美國成立外交組織，在國際上主張臺灣人有自決前途的權利，藉以對抗中國併吞臺灣的企圖。2月14日，「台灣人公共事務會」（Formosan Association for Public Affairs，簡稱FAPA）成立，經協調後，全體一致推舉蔡同榮出任創會會長。:5
1987年6月初，三七事件曝光，同月17日，在FAPA及關心臺灣民主的美國議員努力下，美國眾議院通過《臺灣民主決議案》（H.R.1777），呼籲國府終止戒嚴令、取消黨禁、加速實現民主政治，包含保障言論和集會的自由，為實現具代表性政府而應全面改選中央民意機關。1987年12月，美國參議院通過該決議案。:47
1991年蘇聯解體，中國逐漸崛起。然而在老布希政府時期，在1990年代任內出售台灣150架F-16戰機，至今仍是臺灣空軍主力戰機。一般認為即便老布希決定售台戰機也有爭取國內選票的考量，這仍是美國總統近數十年來，少見賣給台灣這麼大筆軍售。另外，中國當時因為人權問題國際形象差，經濟實力也有限，對美國的壓力較小，讓老布希敢於做出這項決定。
1994年，總統李登輝訪問中南美洲及非洲，過境美國夏威夷，成為中華民國與美國斷交後，首位訪美的臺灣總統。然而李登輝遭到當時美方不允許在境內過夜，只安排到當地空軍基地的小房間休息，由一個上尉階級的軍官接待。此舉引起李登輝不滿，決定不下飛機，穿著一件休閒襯衫未打領帶在飛機上接見美國在臺協會理事主席白樂崎，作為抗議。:264在送白樂崎下飛機時，李登輝還諷刺的說，他不能送到機門了，免得不小心滑落，踩到美國土地。:288此事件引起美國國會及輿論嘩然，認為一個號稱民主的國家，竟然受迫於另一個國家的威脅，在臺灣總統過境的問題上採取失禮的態度。國會開始對這個問題高度關注，並對行政部門痛加檢討，與臺灣友好的議員開始展開聯署，要求應該放寬對臺灣領導人的限制。:264-265在國會強大壓力下，與李登輝母校康乃爾大學校長的熱心，使柯林頓政府作出決定。在1995年5月中使李登輝訪問母校美國康乃爾大學的計畫獲得批准。:264-265當時美國國務卿正好就是1978年來臺協商斷交事宜的華倫·克里斯多福。
1995年6月，總統李登輝訪問美國，在母校康乃爾大學發表〈民之所欲，常在我心〉的演講，英文標題由新聞局長、英國牛津大學博士胡志強撰寫〈WITH THE PEOPLE ALWAYS IN MY HEART〉。:2666月10日，李登輝在康乃爾大學綺色佳校園發表世紀性英文演說，得到CNN報導現場盛況。:267

### 民主時代
1996年3月23日臺灣舉行首度直選總統選舉，中國對臺進行實彈演習，引發第三次臺海危機。對此美國曾派遣尼米茲號及獨立號巡航臺灣海峽。然而直到克林頓政府（1993-2001年）末期，美國行政官員仍絕少公開談論與台灣的政治關係，白宮副國家安全顧問詹姆斯·斯坦伯格與台灣國家安全會議秘書長丁懋時的會談只能在華府以外的地點（紐約）舉行，而且相關消息完全封鎖。反映出克林頓政府的對台政策雖然曾有檢討修正，但幅度跟台灣的民主發展腳步以及台灣的期望相較顯得遲滯。克林頓雖然曾公開稱許台灣的民主，並說美國願意幫助台灣在無法成為會員的國際組織中發聲，但實際作為有限。美國在與中國積極交往的同時，台美關係在很大程度上依然是個禁忌。
1997年4月，眾議院議長紐特·金里奇親率兩黨代表團12名議員搭乘美國空軍專機訪問臺灣約3個小時，拜會臺灣首位民選總統李登輝，其團員包括日後2011年獲選為眾院議長的共和黨籍約翰·貝納。
1998年美國能源部長比爾·李察遜訪台，李登輝總統與外交部長胡志強，國安會秘書長丁懋時於總統府接見李察遜部長。
2000年，臺灣舉行第十任中華民國總統選舉。投票前三天的3月15日，中華人民共和國國務院總理朱鎔基在全國人民代表大會的中外記者會上發表「不管是誰，只要搞台灣獨立，就沒有好下場」、「切莫一時衝動，以免後悔莫及」、「還有三天，世事難測，台灣同胞你們要警惕啊！」的談話，朱鎔基的猙獰面目經電視畫面播出，瞬間被傳播到台灣內外。此舉除引起中華民國陸委會主委蘇起表明中華民國是主權獨立國家，並批評中共沒有權力對總統大選指指點點外，同日美國國務卿阿布萊特在眾議院答覆問題時也表明無法接受中共對台聲明，而正在日本訪問的美國國防部長威廉·科汉在厚木基地接受訪問時亦呼籲中共停止對台恫嚇，並表明美國有義務對台灣提供防禦性武器裝備。
2000年6月14日美國運輸部長羅德尼·史雷德訪台，會見時任總統陳水扁，並應邀出席美台工商聯合年會。
2001年，小布希政府上台後，臺美關係一度被視為40年來最好的時候。小布希競選時曾說，當選將加強對臺軍售，上任初期曾宣示要「竭盡所能協防台灣」，2001年1月上台後批准包括潛艦在內的大批軍售。小布希原本希望全面改善對臺關係，但911恐怖攻擊發生後，美國需要中國在反恐問題上向美國靠攏，使得台美關係進展仍一度受限。
2003年，美英聯軍發起解放伊拉克戰爭，臺灣曾開放領空予美國軍機。
2003年8月，美國將台灣納入事實上的主要非北約盟友。
2007年11月，眾議員史考特·葛瑞特敦促美國應協助台灣返聯。
2014年美國部長級官員環保署長吉娜·麥卡錫訪台，時任總統馬英九接見，並與台灣環保署長魏國彥合作成立國際環保夥伴計劃。

### 臺美關係升溫

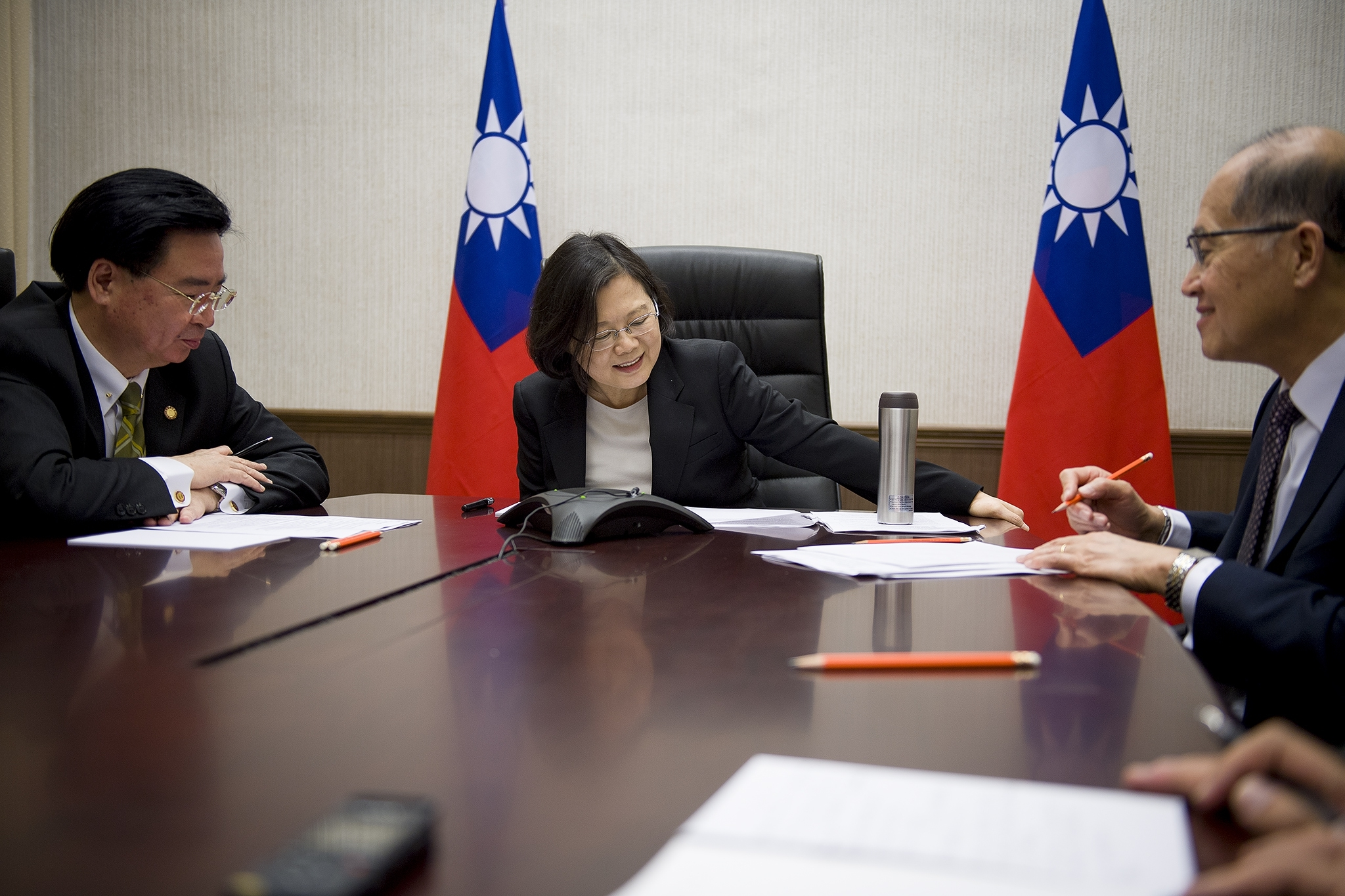
蔡英文總統與美國總統當選人川普通話。

2016年12月，總統蔡英文與美國總統當選人唐納·川普（Donald J. Trump）進行通話。
2018年1月，美國眾議院通過《臺灣旅行法》；3月16日，總統唐納·川普簽署生效；此法律促進臺灣與美國間的高層級交流。同年年底《亞洲再保證倡議法》將台灣納入印太地區戰略的一環。

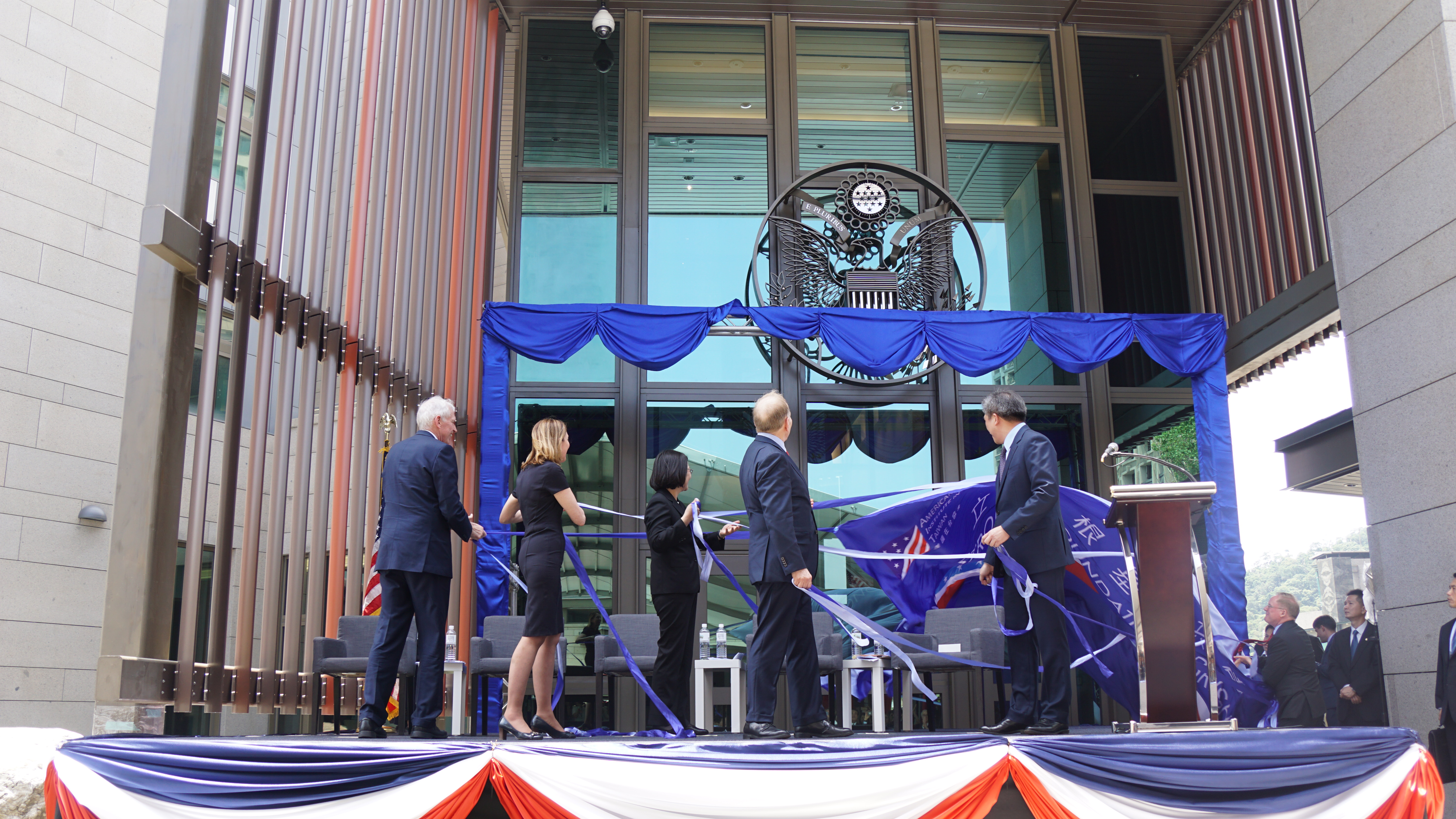
美國在台協會台北辦事處大門上方的美國國務院院徽

2019年5月，美國在台協會移往內湖新館。同時美國在台協會證實AIT現址從2005年起就有包括美國海軍陸戰隊在內的現役軍人駐守，新館維安將比照現址。被視為表態對台灣的支持。並且放上美國國徽，依《美国法典》第十八卷（第七一三節）規定，只有美國政府才能使用「國徽」。據前美國國務院涉台官員譚慎格回憶，他以前在AIT舊址從未看過這面「國徽」。譚慎格認為AIT完全符合美國政府海外大型機構的定位。表明華盛頓對於民主台灣的承諾愈來愈坦率和公開。
2019年5月7日，美國眾議院通過《2019年臺灣保證法》法案與「重新確認美國對台及對執行台灣關係法承諾」決議案；其中《臺灣保證法》要求對臺軍售應常態化、重啟臺美貿易協定會談，支持臺灣參與國際組織。對此中華民國總統府表示感謝，並認為這在台灣關係法40週年的此刻格外重要。

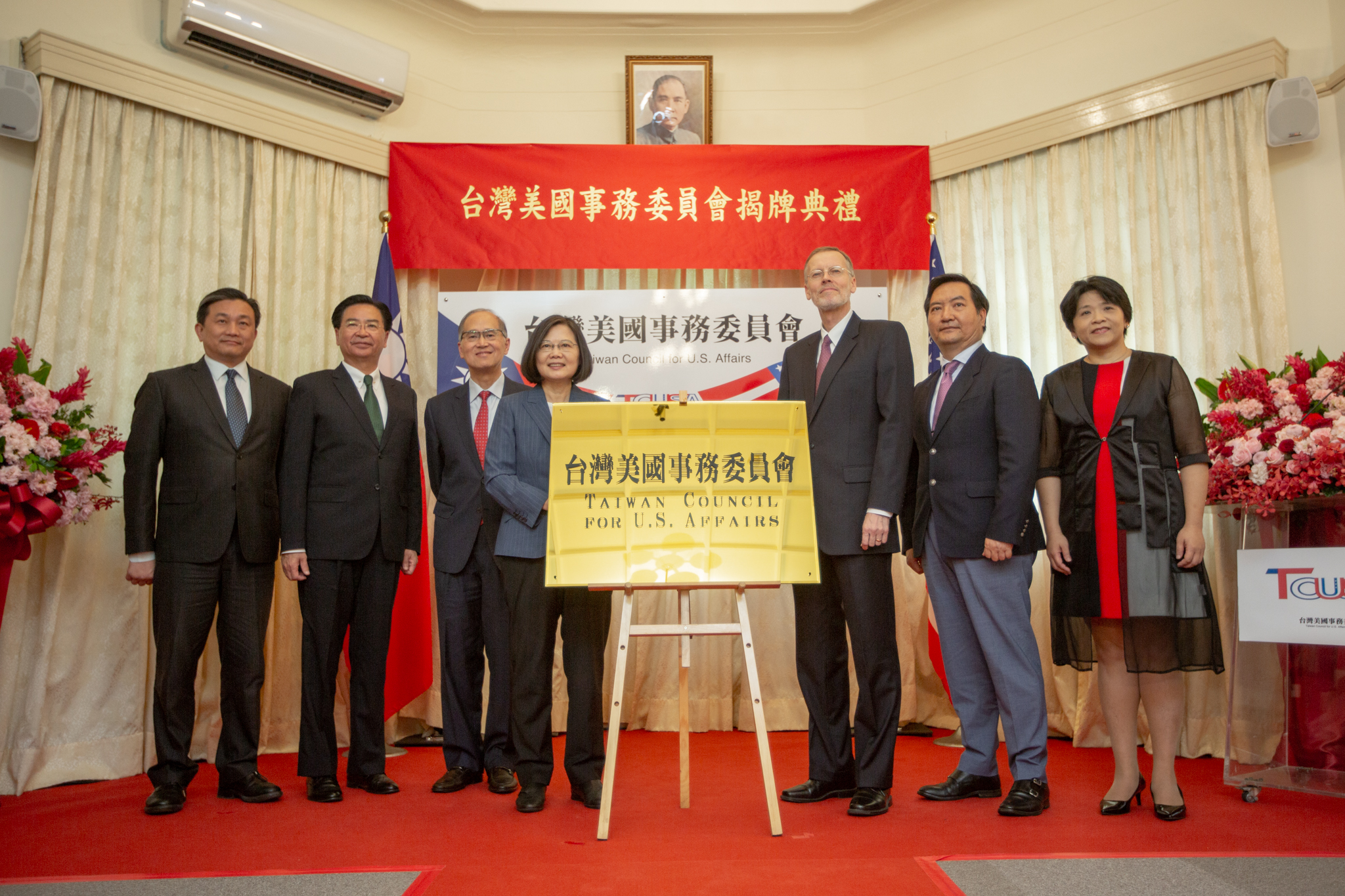
蔡英文總統出席「臺灣美國事務委員會」揭牌典禮

2019年5月25日，隨著臺美關係提升，中華民國外交部宣佈，臺灣相應美國在台協會的機構「北美事務協調委員會」（Coordination Council for North American Affairs，CCNAA）將更名為「臺灣美國事務委員會」（Taiwan Council for US Affairs，TCUSA）。被視為臺美關係的重大進展與突破。6月6日正式揭牌啟用。
2019年12月24日，美國眾議院「國會臺灣連線」主席共和黨籍眾議員夏波（Steve Chabot）與民主黨籍眾議員薛曼（Brad Sherman）提出法案，要求美國在臺協會處長的任命須獲參院同意，比照一般美國駐外大使提名程序。法案也要求，AIT處長應擁有無任所大使的位階。
2020年1月2日，時任中華民國參謀總長沈一鳴等人在搭乘UH-60M黑鷹直升機在新北市烏來山區失事，造成沈一鳴等8人將官殉職。對此美國在台協會在3日於內湖新館降半旗，以示哀悼。美國國防部參謀首長聯席會議主席马克·米利亦發函致哀，感念沈一鳴的無私奉獻，並表示美方珍惜與臺灣的友誼與堅定的國防關係。密利在信函中代表美軍向沈一鳴與其他7名在這起直升機事故中不幸喪生的臺灣軍人表示哀悼。對此前外交官劉仕傑在臉書評論指出，AIT聲明最重要的外交訊息。臺灣參謀總長因公殉職，作為沒有正式邦交但實質上最重要的盟邦（ ally），AIT這句話意思是，「台灣的敵國（ aka 中共人民解放軍）在此時莫輕舉妄動」。他說，這是外交訊息，也是美國戰備訊息。「也就是說，這段聲明前大半部分，寫給台灣人看。但最後這一句，卻是寫給習近平看。」
2020年1月11日總統選舉，蔡英文總統勝選連任後。獲得美國國務卿蓬佩奧發表聲明表達祝賀，以為「蔡總統」（President Tsai）稱呼。讚揚臺灣再次展現民主力量。蓬佩奧表示，美國感謝蔡總統帶領臺美建立強健夥伴關係，並在壓力下仍維持兩岸穩定。隔日上午，美國在臺協會處長酈英傑即前往總統府向蔡英文道賀。酈英傑讚揚臺灣選民參與了這神聖的民主過程，為自己的選擇發聲。這次的選舉提醒了雙方，美國和臺灣不只是合作夥伴，更是同一個民主社群的一份子，由共同價值觀緊密聯繋著。
2020年2月2日，中華民國副總統當選人賴清德前往美國，出席該年度在美國首都華盛頓特區舉辦的「國家祈禱早餐會」（National Prayer Breakfast）。被視為是自1979年中華民國與美國斷交以來，臺灣訪華府的最高層級官員。2月6日，賴清德在白宮國安會與美國官員會晤，成為中華民國與美國斷交後最高層級的拜會。2月7日，賴清德出席「國家祈禱早餐會」，與美國總統唐納·川普、眾議院議長南希·裴洛西等人同場。
2020年3月18日，因應武漢肺炎疫情，臺灣與美國首度發出防疫夥伴關係聯合聲明，將進一步強化合作諮商機制、聯手對抗疫情，美國並為臺灣保留30萬件防護衣原料，而臺灣方面在口罩產能穩定後，也計畫每週供應美方10萬枚口罩。並公開於美國在臺協會網站。而臺灣方簽署者為外交部長吳釗燮，聯合聲明中看到名稱以「臺美」（Taiwan-U.S.）作為國名呈現，被視為臺美關係得更進一步加深。
2020年5月19日，在蔡英文總統就職前夕。美國國務卿蓬佩奧提前一天發表聲明表達恭賀，並直接以「總統」來稱呼。蓬佩奧表示，蔡總統以大幅度票數差距勝選連任，顯示她已贏得台灣人民的尊敬、欽佩及信任，而她帶領台灣民主的勇氣與願景，也鼓舞了區域及世界。蓬佩奧強調，近期武漢肺炎疫情讓國際社會有機會看到為何台灣防疫模式值得效法。蓬佩奧表示：「當我們展望未來，我有信心在蔡總統帶領下，我們與台灣夥伴關係會持續蓬勃發展，恭祝她第二任任期成功。」成為斷交後美國國務卿發表聲明祝賀台灣的總統就職首例。除蓬佩奧外，美國副國家安全顧問博明與主管亞太事務的助理國務卿史達偉（David Stilwell）公開致詞祝賀總統蔡英文展開第二任期，成為美國與中華民國斷交41年來首見。被視為代表台美關係處於極佳的狀態，也反映出美國對台灣以及蔡總統個人的讚賞。

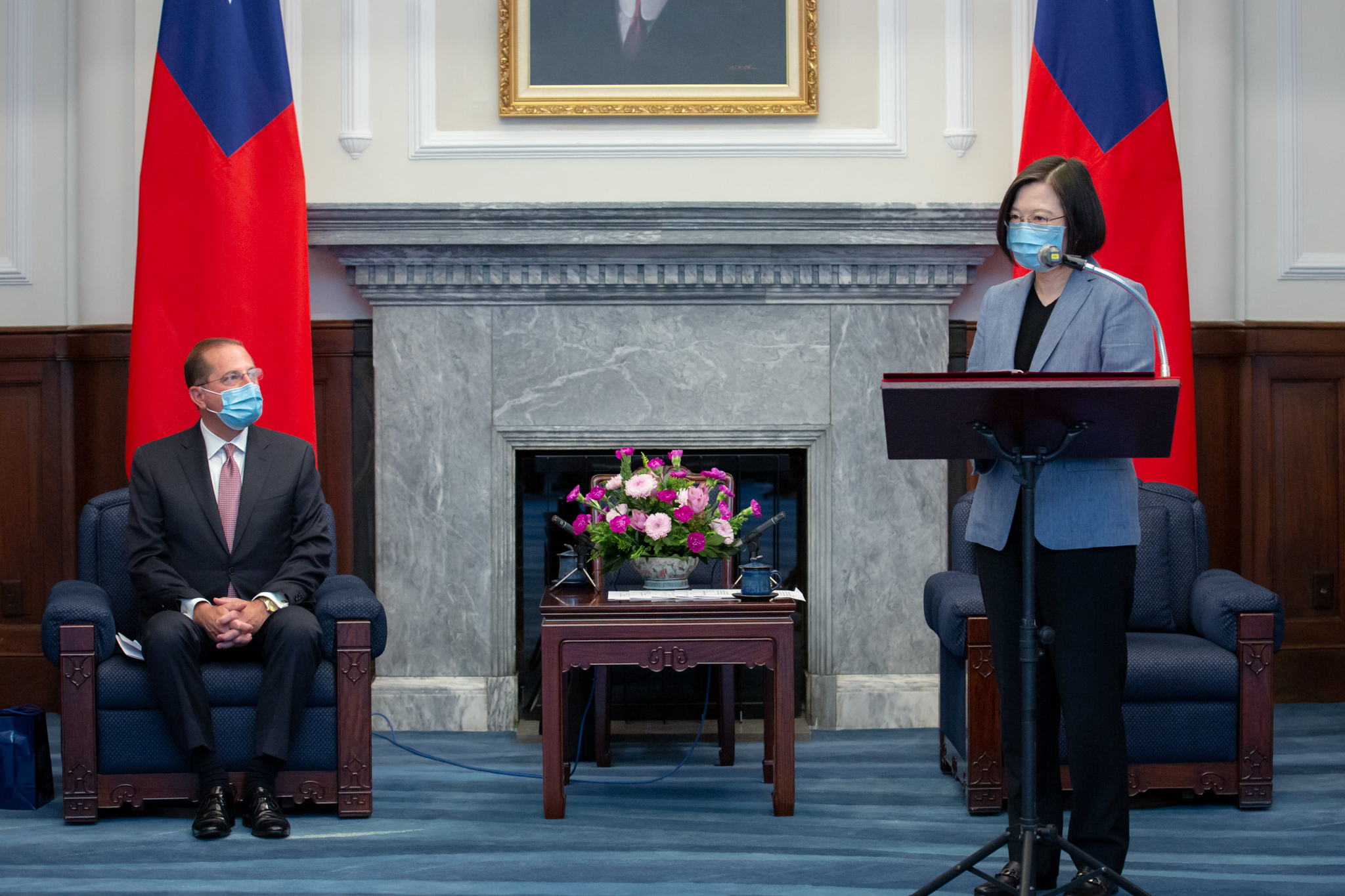
2020年8月10日，蔡英文總統接見美國衛生部長阿扎爾訪問團

2020年8月9日，美國衛生及公共服務部長亞歷克斯·阿薩爾（或譯艾薩）率團訪問臺灣，搭乘美國空軍C-40行政專機抵達臺北松山機場後展開訪臺行程，不僅成為六年來首位訪臺的美國內閣閣員，也是1979年以來訪臺層級最高的美國內閣官員。臺灣駐美代表處表示，阿扎爾此行將晉見總統蔡英文並與臺灣公衛專家交流，並代表總統川普悼念前總統李登輝，及彰顯臺美緊密夥伴關係。10日下午，在陳時中及阿薩爾的共同見證下，由臺灣美國事務委員會主任委員楊珍妮及美國在台協會台北辦事處處長酈英傑代表雙方於臺北簽署「醫衛合作瞭解備忘錄」。中共方面隨即以「个别大国在涉台问题上消极动向不断」為由在台湾海峡及南北两端進行軍事演習。
2020年8月23日，總統蔡英文前往金門主持八二三砲戰62週年公祭暨追思活動，為當年殉國將士們上香獻花。同時AIT處長酈英傑也前赴金門出席追思活動，成為首位出席八二三紀念活動的AIT處長。酈英傑在追悼活動後也前往水頭碼頭，在兩位美國軍官孟登道（Alfred Medendorp）中校和法蘭克．林恩（Frank W. Lynn）中校的紀念碑前獻花致意。AIT在臉書發出這項活動訊息，還特別寫道：這兩位軍官於1954年金門九三砲戰中與台灣同袍一同抵禦中華人民共和國，在猛烈砲火攻擊中英勇殉職。並稱臺美合作是建立在「真朋友，真進展」的歷史之上。AIT被視為以實際行動釋出正面訊息，強調臺美關係緊密。
2020年9月17日，美国国务次卿基思·克拉奇抵達台灣進行訪問。這是中華民國與美國断交41年以来訪問台灣层级最高的现任美国国务院官员。9月18日，中華民國總統蔡英文宴请克拉奇。
2021年1月9日，美国国务院宣布取消美台交往限制。
2021年3月18日, 美國國防部 《國防部新聞》文中指「台灣從來不是中國的一部分」（Taiwan was never part of China）  
2021年3月28日，帛琉總統惠恕仁（Surangel Whipps Jr.）抵台訪問，而其中隨行有美國駐帛琉大使倪約翰，成為台美斷交43年以來，首位美國大使訪問台灣。
2021年4月9日，美國國務院公布最新「對臺交往準則」，允許美國官員能夠常態性在聯邦機構接待臺灣官員，也能前往駐美代表處與臺灣官員會晤，以及出席在雙橡園舉辦的活動，但像是中華民國國慶等重要節慶活動則不得參加。
2021年7月15日，美國眾議院外委會以26票贊成、22票反對，通過與中國競爭的全面性法案《確保美國全球領導地位及參與法案》（簡稱老鷹法案，EAGLE Act），法案呼籲強化臺美外交、安全和經濟關係，要求國務卿就臺灣駐美機關「駐美國台北經濟文化代表處」（TECRO，簡稱駐美代表處）正名為「臺灣駐美國代表處」（Taiwan Representative Office in the US）為目標，展開協商。
2021年11月25日，美國眾議院退伍軍人事務委員會主席馬克·高野（Mark Takano）率領的17人訪問團抵達臺灣，其中共和黨籍眾議員梅絲（Nancy Mace）在社群軟體推特發文表示，訪團剛降落在「台灣共和國」（Republic of Taiwan），並放上美國與中華民國國旗，在網路上引起不少討論。26日，總統蔡英文接見訪問團時表示，這幾年在退伍軍人事務上，臺美合作非常密切，明年一月開始，退輔會將派員常駐華府，增加包括就業輔導、醫療和長照的交流。臺灣進一步開放美豬進口後，也睽違5年啟動TIFA（台美貿易暨投資架構協定）對話平台。

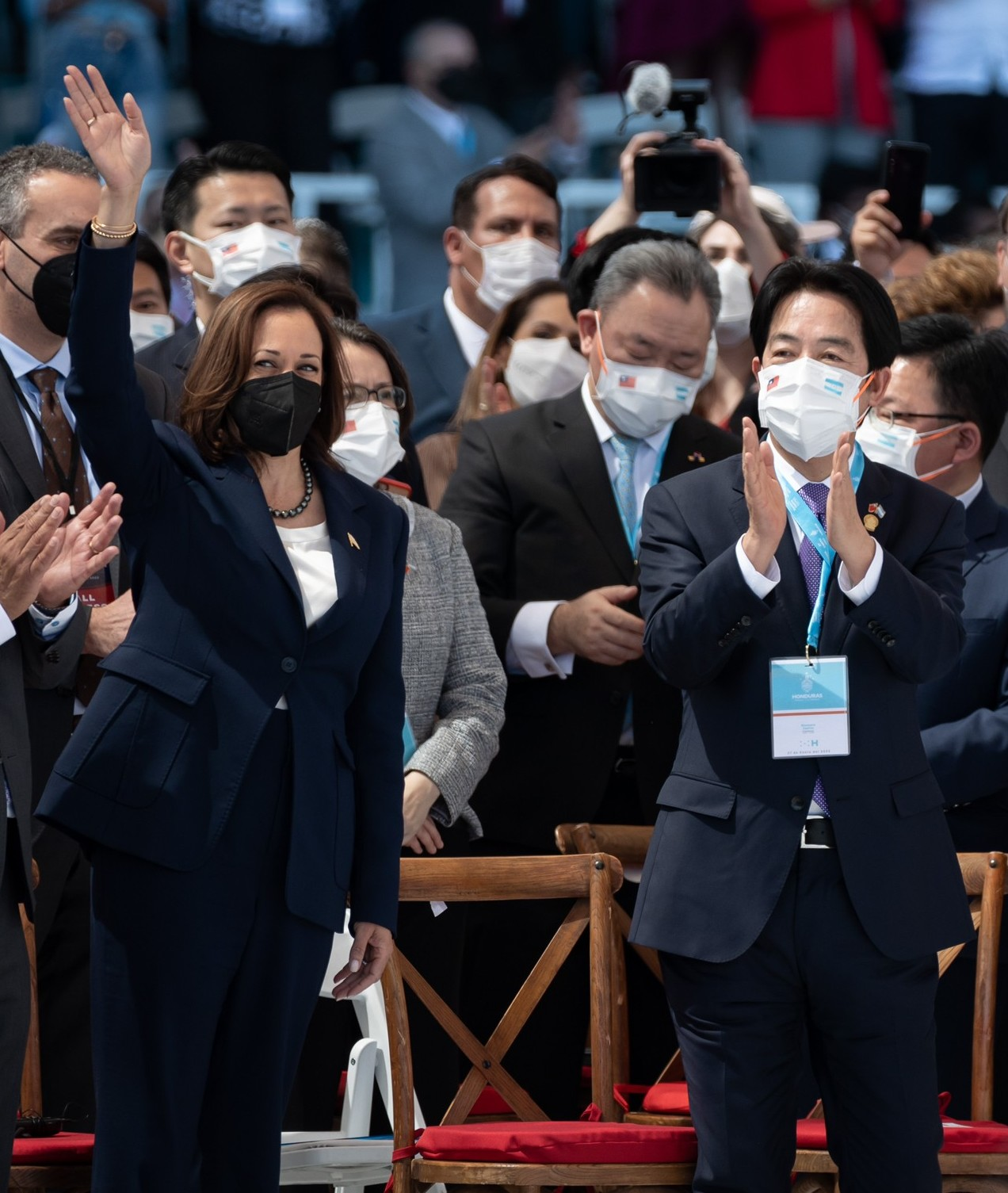
出席卡蕬楚就職典禮的副總統賴清德與美國副總統賀錦麗。

2022年1月28日，參加宏都拉斯總統卡蕬楚就職典禮的副總統賴清德，與美國副總統賀錦麗同坐第一排，兩人簡單寒暄致意，成為臺美副總統第一次在國際場合自然互動。白宮表示，賀錦麗與賴清德在會場上短暫交談。同年5月5日，美国国务院网站更新了有关“美台关系”的页面，删除“不支持台独”、“台湾是中国的一部分”等表述，加入了涉及美国对台军售的六項保證等内容，后于5月28日再次更新美台关系现况，重新写回美国“不支持台独”、“反对任何一方改变现状”、期盼“和平解决两岸分歧”等表述。
2022年6月1日，台灣與美國宣布將啟動「台美21世紀貿易倡議」。根據這項倡議，台灣與美國將啟動貿易談判，並就11項議題展開磋商，以達成高標準且具經濟利益的貿易協議。2022年8月2日至8月3日，美國眾議院議長南希·佩洛西率領眾議院訪團訪問臺灣，為其亞洲之行的一部分。裴洛西成為1979年美國與中華民國斷交以來，第二位任内訪臺的美国众议院议长，及美國聯邦執政黨首位訪臺的眾議院議長。擔任眾議院議長的裴洛西繼任總統順序僅次於副總統兼參議院議長，是《臺灣旅行法》生效至今訪臺層級最高的民選政府成員。訪問團於臺北時間8月2日晚間抵達臺北松山機場，次日造訪立法院、總統府、景美人權園區等地，於傍晚離境。
2025年2月13日，美国国务院网站更新了有关美台关系的页面，再次删除了“不支持台湾独立”，并表示美国“期待兩岸分歧能透過自由而非脅迫、讓海峽兩岸人民都能接受的方式解決”、“将在适当情况下支持台湾加入国际组织”；外交部長林佳龍就此表示欢迎与感谢；同月15日，美國務院接受采访时表示，其對台立場未變。美國在台協會台北辦事處發言人表示，國務院定期更新對台政策內容，反映雙方非官方關係的最新發展。
2025年5月5日，美國兩黨參議員再次聯手提出《加強台灣關係法案》（Taiwan Relations Reinforcement Act），旨在加強雙邊關係並挫敗中國的脅迫。共和黨參議員匡希恆（John Curtis）和民主黨參議員傑夫·默克利（Jeffrey Merkley）聯合提出該法案，「重申美國支持台灣民主及其與世界交往的政策」（reaffirms US policy to support Taiwan's democracy and its engagement with the world）。匡希恆表示，該法案出台之際，「台灣正面臨來自中國日益加劇的軍事和外交侵略」（Taiwan faces increasing military and diplomatic aggression from China）。  同日，眾議院也通過了由民主黨眾議員 Gerry Connolly 和共和黨眾議員金映玉（Young Oak Kim）提出的兩黨聯合法案《台灣國際團結法案》(Taiwan International Solidarity Act)。該法案支持台灣、阻撓中國扭曲聯合國大會第2758號決議對臺灣的描述，避免中國「把國際組織武器化」，澄清決議並不涉及台灣主權問題。

## 相關議題
- 《中美共同防禦條約》
- 《臺灣關係法》
- 《臺灣旅行法》
- 《臺灣保證法》
- 《臺灣安全加強法 》
- 《2018年亞洲再保證倡議法 》
- 《台灣友邦國際保護及加強倡議法》
- 六項保證
- 美國對臺軍售列表
- 美国协防台湾
- 棄台論
- 購買台灣計畫
- 美國福爾摩沙遠征
- 美屬台灣群島方案
- 臺灣對外關係史
- 中華民國與美國關係史

## 註解
1. ↑  珍珠港事件發生在夏威夷群島當地時間12月7日，當時是國際換日線另一邊的菲律賓時間12月8日。
2. ↑  當時擔任國立政治大學訓導長的閻沁恆教授日後受訪時坦承：各校都被分配動員抗議名額，政大也被分配了20餘部遊覽車，也就是一千多位同學到機場出口排隊抗議，兩個月後教育部還為此犒賞相關人員去日、韓兩國旅遊十幾天。[49]:216
3. ↑  1970年8月，國府駐美大使周書楷向外交部報告，他拜訪副助理國務卿布朗（Winthrop G.Brown）的談話。布朗謂倘美政府不准彭入境，美方輿論不僅批評美政府，且亦將攻訐貴國政府，周書楷竟然答說：「此事就美政府言，應從大處著眼，以兩國邦交為重，至於美國內之批評瞬即消逝。就我政府言，欲攻擊我者縱然毫無事故，亦可任意毀謗，故我寧可使彭不能來美而遭抨擊。」[49]:124
4. ↑  當時正值1992年美國總統選舉，加州已是柯林頓穩得的鐵票，德州成為老布希必爭之地。北德州F-16戰機出產地的共和黨籍議員巴頓趁機向老布希遊說：要贏取德州，必須幫助通用動力公司渡過難關，不能讓他們關廠裁員，在人口密集的達拉斯和沃茲堡地區造成嚴重失業。勝選的考慮及美國得知法國決定出售幻象戰機售予臺灣，使老布希作成出售F-16戰機的決定。[56]:276-277
5. ↑  第一位為紐特·金里奇，於1997年訪臺。